# Tambovski
Tambovski és un khútor del raion de Guiaguínskaia, a la República d'Adiguèsia, a Rússia. És a 26 km al sud-est de Guiaguínskaia i a 27 km a l'est de Maikop, capital de la república. Pertany al municipi de Serguíevskoie.